# Twierdzenie Jordana-Dehna
Twierdzenie Jordana-Dehna – twierdzenie mówiące, że łamana zamknięta rozcina płaszczyznę na dwa obszary i jest ich wspólnym brzegiem. Szczególny przypadek twierdzenia o krzywej Jordana.

## Dowód

Nieregularna łamana zamknięta i punkty o różnych indeksach względem niej.

Niech {\displaystyle L} będzie łamaną zamkniętą na płaszczyźnie euklidesowej {\displaystyle E^{2},} a {\displaystyle k} niech będzie prostą o kierunku różnym od kierunków prostych zawierających boki łamanych. Prosta {\displaystyle k} oraz jedna z prostych do niej prostopadłych wyznaczają układ współrzędnych kartezjańskich, w których prosta {\displaystyle k} jest osią odciętych. Przy takim wyborze osi odciętych każda prosta do niej równoległa może przeciąć dowolny bok łamanej w co najwyżej jednym punkcie.
Indeksem punktu {\displaystyle z=(x_{z},y_{z})\in E^{2}\setminus L} względem łamanej {\displaystyle L} jest funkcja
{\displaystyle \operatorname {ind} _{L}(z):E^{2}\setminus L\to \mathbb {R} ,}
która przyjmuje wartość:
- 0 jeśli półprosta {\displaystyle {\big \{}(x,y):x\geqslant x_{z},y=y_{z}{\big \}}} przechodząca przez punkt {\displaystyle z} przecina łamaną w parzystej liczbie punktów,
- 1 jeśli półprosta {\displaystyle {\big \{}(x,y):x\geqslant x_{z},y=y_{z}{\big \}}} przechodząca przez punkt {\displaystyle z} przecina łamaną w nieparzystej liczbie punktów.

Przy tym nie są liczone przecięcia w tych wierzchołkach, w których oba boki łamanej wychodzące z wierzchołka znajdują się po jednej stronie prostej.
Na rysunku punkty {\displaystyle z_{1}} i {\displaystyle z_{2}} mają względem pomarańczowej krzywej indeks 0, a pozostałe mają indeks 1.
Indeks ma dwie własności:
1. Przyjmuje obie wartości.
2. Jest funkcją lokalnie stałą, czyli jeśli przyjmuje wartość w pewnym punkcie, to przyjmuje ją w pewnym jego otoczeniu.

Dowód własności 1. Przede wszystkim trzeba udowodnić, że istnieje półprosta równoległa do osi odciętych, która przecina łamaną {\displaystyle L} w co najmniej dwóch punktach. Łamana ma skończoną liczbę {\displaystyle n} wierzchołków: {\displaystyle z_{1}=(x_{1},y_{1}),z_{2}=(x_{2},y_{2}),\dots z_{n}=(x_{n},y_{n}).} Gdyby taka półprosta nie istniała, to niech {\displaystyle \{i_{1},i_{2},\dots i_{n}\}} będzie taką permutacją indeksów {\displaystyle \{1,2,\dots n\},} że {\displaystyle y_{i_{1}}>y_{i_{2}}>\ldots >y_{i_{n}}.} Wierzchołek {\displaystyle z_{i_{1}}} jest połączony bokami łamanej z dwoma wierzchołkami {\displaystyle z_{i_{r}},z_{i_{s}},} gdzie {\displaystyle y_{i_{r}}>y_{i_{s}}.} Niech
{\displaystyle x_{min}=\min \limits _{i=1,\dots ,n}x_{i},}
{\displaystyle z_{0}=(x_{0},y_{0})=\left(x_{min},{\frac {y_{i_{1}}+y_{i_{r}}}{2}}\right).}
Wtedy półprosta
{\displaystyle {\big \{}(x,y):x\geqslant x_{0},y=y_{0}{\big \}}}
przecina bok łamanej o końcach {\displaystyle z_{i_{1}},z_{i_{r}}} w punkcie
{\displaystyle z'=\left({\frac {x_{i_{1}}+x_{i_{r}}}{2}},{\frac {y_{i_{1}}+y_{i_{r}}}{2}}\right).}
Nie przecina natomiast odcinka o końcach {\displaystyle z_{i_{r}},z_{i_{s}},} bo
{\displaystyle {\frac {y_{i_{1}}+y_{i_{r}}}{2}}>y_{i_{r}}>y_{i_{s}}.}
Z aksjomatu Pascha zastosowanego do trójkąta o wierzchołkach {\displaystyle z_{i_{1}},z_{i_{r}},z_{i_{s}}} wynika, że półprosta ta przecina drugi bok łamanej o wierzchołkach {\displaystyle z_{i_{1}},z_{i_{s}}.} Znaleźliśmy półprostą przecinającą łamaną {\displaystyle L} w dwóch punktach.
Niech {\displaystyle {\mathfrak {p}}=zz_{1}^{\to }} będzie półprostą o początku w punkcie {\displaystyle z} równoległą do osi odciętych, przecinającą łamaną w co najmniej dwóch punktach {\displaystyle z_{1},z_{2}.} Ponieważ łamana ma skończoną liczbę {\displaystyle n} boków, więc półprosta ma co najwyżej {\displaystyle n} punktów przecięcia z łamaną i można założyć, że punkty {\displaystyle z_{1},z_{2}} są punktami kolejnymi. Jeśli {\displaystyle z_{0}} leży między punktami {\displaystyle z_{1}} i {\displaystyle z_{2},} liczba punktów przecięcia półprostej {\displaystyle {\mathfrak {p}}} jest o 1 większa od punktów przecięcia półprostej {\displaystyle {\mathfrak {p'}}=z_{0}z_{1}^{\to },} czyli {\displaystyle \operatorname {ind} _{L}(z)\neq \operatorname {ind} _{L}(z_{0}),} co kończy dowód własności 1.
Dowód własności 2. Ponieważ łamana {\displaystyle L} jako suma odcinków domkniętych (wraz z końcami) jest zbiorem domkniętym i ograniczonym, więc jest podzbiorem zwartym płaszczyzny i dlatego dla każdego punktu {\displaystyle z=(x_{z},y_{z})\in E^{2}\setminus L} istnieje taki prostokąt {\displaystyle {\mathcal {P}}={\big \{}(x,y):|x-x_{z}|\leqslant a,|y-y_{z}|\leqslant a{\big \}},} że:

Półprosta odpowiadająca punktowi ' ma o 4 punkty przecięcia więcej niż półprosta odpowiadająca punktowi Ich indeksy są takie same.

{\displaystyle {\mathcal {P}}\cap L=\varnothing ,}
zbiór {\displaystyle {\mathcal {P'}}={\big \{}(x,y):|y-y_{z}|\leqslant a{\big \}}} zawiera tylko te wierzchołki łamanej, które leżą na prostej {\displaystyle {\big \{}(x,y):y=y_{z}{\big \}}.}
Wtedy dla każdego punktu {\displaystyle z'\in {\mathcal {P}}}
{\displaystyle \operatorname {ind} _{L}(z)=\operatorname {ind} _{L}(z'),}
bo liczba punktów przecięcia łamanej przez półprostą wyznaczoną przez punkt {\displaystyle z'} różni się o co najwyżej parzystą liczbę od liczby punktów przecięcia łamanej przez półprostą wyznaczoną przez punkt {\displaystyle z.}
Z obu tych własności wynika, że dopełnienie łamanej {\displaystyle L} jest sumą dwóch zbiorów otwartych {\displaystyle f^{-1}(0),} {\displaystyle f^{-1}(1).} W dowolnym otoczeniu każdego punktu łamanej {\displaystyle L} można znaleźć punkty obu tych zbiorów. Dlatego łamana ta jest ich wspólnym brzegiem.

## Wniosek
1. Każda łamana zamknięta jest brzegiem pewnej figury ograniczonej. Nazywamy ją wielokątem.